# Elke Markwort
Elke Markwort (* 30. November 1965 in West-Berlin) ist eine ehemalige deutsche Ruderin.

## Werdegang
Elke Markwort gewann beim Deutschen Meisterschaftsrudern 1987 Gold im Vierer mit Steuerfrau. Ein Jahr später wurde sie mit Ingeburg Althoff im Zweier ohne Steuerfrau ein zweites Mal Deutsche Meisterin. Bei den Olympischen Sommerspielen 1988 in Seoul gehörte Markwort zur deutschen Crew, die in der Regatta mit dem Achter den siebten Platz belegte.
Elke Markwort heiratete Birger Kruse, der ebenfalls als Ruderer aktiv war. Auch ihre drei Kinder Ida, Ole und Sönke sind alle als Ruderer aktiv.